# 喉輔音
喉音（Laryngeal consonant）是主要从喉部发音的辅音，包括咽音、會厭音与聲門音。“喉音”一词常被混用作“聲門音”的同义词，但从广义上讲，“喉音”一词的含义要多于“聲門音”。